# Jean Chaland
Jean Chaland (1892 – ?) byl francouzský reprezentační hokejový obránce.
V roce 1920 byl členem Francouzského hokejové týmu, který skončil šestý na zimních olympijských hrách.